# Marcelo Palau
Marcelo José Palau Balzaretti (Florida, Uruguay, 1 de agosto de 1985) es un exfutbolista y entrenador uruguayo. Actualmente dirige a Club 2 de Mayo de la Primera División de Paraguay. Jugaba en la posición de centrocampista y su último equipo fue Guaraní.

## Trayectoria

### Como jugador
Sus inicios se dieron en el Club Atlético Florida, donde realizó inferiores y llegó a debutar en el primer equipo. Luego tuvo un pasaje por las divisiones inferiores del Defensor Sporting Club, aunque no debutó en el primer equipo.
En Uruguay jugó (además del Atlético Florida) en los equipos de Atenas de San Carlos, Rampla Juniors, Wanderers y Nacional. En el exterior tuvo pasajes por equipos de Ecuador, México y Brasil.
Su mayor destaque lo ha logrado en Paraguay con el Club Guaraní, donde ha llegado incluso a ser capitán del equipo.
Luego dio el gran paso en el fútbol paraguayo al fichar por el Club Cerro Porteño. También llegó a ser convocado para la Selección de Paraguay, pero fue desconvocado por problemas de documentación.
En el 2021, tras haber rescindido contrato, fue fichado por el Sportivo Luqueño de Paraguay.
En 2023 anunció su retiro.

## Clubes

### Como jugador
| Club                           | País     | Año       |
| ------------------------------ | -------- | --------- |
| Atenas de San Carlos           | Uruguay  | 2007      |
| Deportivo Quito                | Ecuador  | 2007      |
| Rampla Juniors FC              | Uruguay  | 2008      |
| Montevideo Wanderers FC        | Uruguay  | 2009      |
| CD Macará (préstamo)           | Ecuador  | 2009      |
| Puebla FC (préstamo)           | México   | 2010      |
| Nacional                       | Uruguay  | 2010      |
| Cruz Azul (préstamo)           | México   | 2011      |
| Club Atlético Linense          | Brasil   | 2011      |
| Guaraní                        | Paraguay | 2012-2017 |
| Atlético Paranaense (préstamo) | Brasil   | 2013      |
| Cerro Porteño                  | Paraguay | 2018-2020 |
| Sportivo Luqueño               | Paraguay | 2021      |
| Nacional                       | Paraguay | 2022      |
| Guaraní                        | Paraguay | 2023      |

#### Goles en la Copa Libertadores
| Resultados | Resultados | Resultados | Resultados              | Lugar        | Estadio                          | Fecha                 | Temporada | Gol(es) |
| ---------- | ---------- | ---------- | ----------------------- | ------------ | -------------------------------- | --------------------- | --------- | ------- |
| Guaraní    | 2          | 0          | Racing                  | Asunción     | Estadio Defensores del Chaco     | 7 de abril de 2015    | 2015      | 1 gol   |
| Guaraní    | 2          | 1          | Independiente del Valle | Asunción     | Estadio Defensores del Chaco     | 11 de febrero de 2016 | 2016      | 1 gol   |
| Guaraní    | 3          | 1          | Zamora                  | Asunción     | Estadio Defensores del Chaco     | 12 de abril de 2017   | 2017      | 1 gol   |
| Guaraní    | 3          | 1          | Zamora                  | Barinas      | Estadio Agustín Tovar            | 4 de mayo de 2017     | 2017      | 1 gol   |
| Guaraní    | 1          | 1          | River Plate             | Buenos Aires | Estadio Antonio Vespucio Liberti | 8 de agosto de 2017   | 2017      | 1 gol   |

Para un total de 5 goles.

### Como entrenador
| Club           | País     | Año           |
| -------------- | -------- | ------------- |
| Tacuary FC     | Paraguay | 2024          |
| Club 2 de Mayo | Paraguay | 2025 - Actual |

## Palmarés

### Como jugador

#### Títulos nacionales
| Título           | Club          | País     | Año     |
| ---------------- | ------------- | -------- | ------- |
| Primera División | Nacional      | Uruguay  | 2010-11 |
| Primera División | Guaraní       | Paraguay | 2016-C  |
| Primera División | Cerro Porteño | Paraguay | 2020-A  |